# Wilson Cruz
Wilson Cruz (* 27. prosince 1973 New York, USA), rodným jménem Wilson Echevarría, je americký herec.
Jeho rodiče pochází z Portorika. Svoji hereckou kariéru zahájil v letech 1994–1995, kdy působil v seriálu Tak tohle je můj život. Zde ztvárnil gaye Enriquea „Rickieho“ Vasqueze, čímž se stal prvním hercem v americké televizi, který se otevřeně hlásil ke své homosexuální orientaci a který v hlavní roli hrál homosexuální postavu. V dalších letech hostoval v různých seriálech, ve větších rolích se objevil například v pořadech Správná pětka, Red Band Society, Proč? 13x proto a The Bravest Knight. V hlavních rolích působil v seriálech Noah's Arc (2005–2006), Rick & Steve: The Happiest Gay Couple in All the World (2007–2009) a Star Trek: Discovery (od 2017). Hraje také ve filmech, jako jsou Projížďka (1997), All Over Me (1997), Supernova (2000), Party Monster (2003), Coffee Date (2006) či Až tak moc tě nežere (2009). Příležitostně působí rovněž v divadle.
Otevřeně se hlásí k homosexuální orientaci a aktivně působí v LGBT hnutí.